# Statentheater

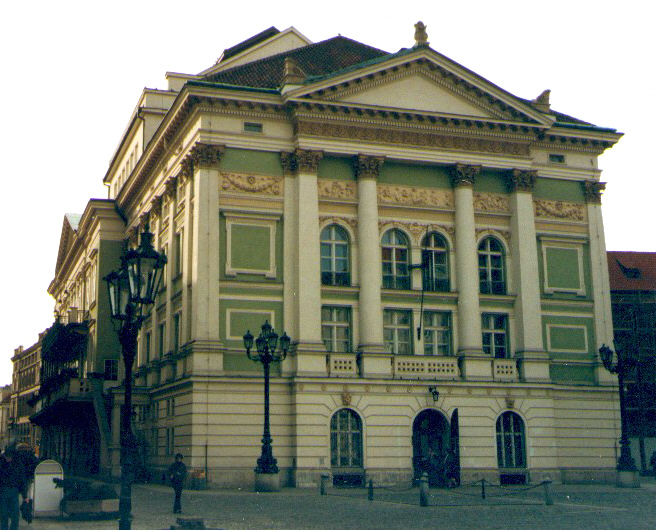
Statentheater (ingang aan de Ovocný trh)

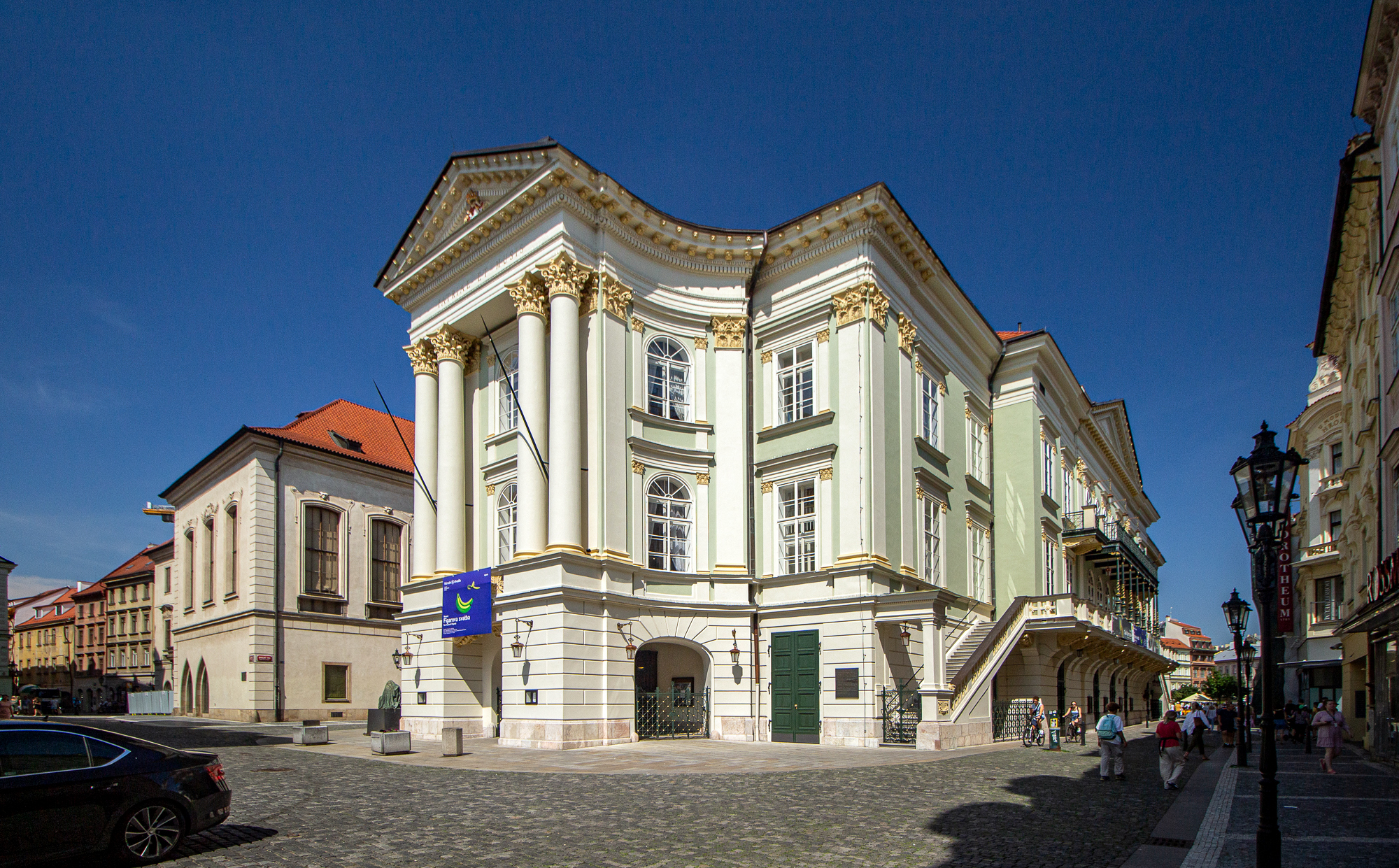
Statentheater (publieksingang aan andere kant)

Het Statentheater (Tsjechisch: Stavovské divadlo) is een theater in Praag. Het ligt aan de Ovocný trh (Fruitmarkt) in de Oude Stad. Het was ook als Graaf Nostic Nationaal theater (Hraběcí Nosticovo národní divadlo), genoemd naar de bouwer, bekend. Onder het communisme heette het Tyltheater (Tylovo divadlo). Het is de muziekgeschiedenis ingegaan als de plaats waar de premières Wolfgang Amadeus Mozarts Don Giovanni (1787) en La Clemenza di Tito (1791) hebben plaatsgevonden.

## Geschiedenis
Het theater werd van 1781 tot 1783 door František Antonín Nostic-Rieneck als Nationaal theater gebouwd en in 1783 met een voorstelling van Gotthold Ephraim Lessings Emilia Galotti geopend.
In 1798 werd het gekocht door de Boheemse Staten en noemde men het Královské Stavovské Divadlo (Koninklijk Statentheater). Vanaf 1862 vonden er alleen Duitstalige uitvoeringen plaats en werd het het Königlich Deutsches Stadttheater genoemd.
Vanaf 1920 heet het het Stavovské Divadlo (Statentheater) en werden er voornamelijk Tsjechischtalige uitvoeringen van het Praagse Nationaal theater (Národní divadlo) gehouden. In 1948 werd het naar Josef Kajetán Tyl Tylovo divadlo (Tyltheater) genoemd, tot de naam in 1990 weer Stavovské Divadlo (Statentheater) werd. Van 1982 tot 1990 werd het gerestaureerd. In deze periode vonden er opnames plaats voor de film Amadeus.
Het theater werd voor ballet- en toneelvoorstellingen van de Praagse Nationale theaters (Národní divadlo) gebruikt. Traditioneel werden er ook opera's van Wolfgang Amadeus Mozart in het theater opgevoerd.
Het theater heeft na de restauratie 664 zitplaatsen en 20 tot 40 staanplaatsen.

## Premières in het Statentheater
- Wolfgang Amadeus Mozart: Don Giovanni (29 oktober 1787)
- Wolfgang Amadeus Mozart: La Clemenza di Tito (6 september 1791)
- Louis Spohr: Faust (eerste versie; 1 september 1816)